# South Bend (Indiana)
South Bend es una ciudad de los Estados Unidos, ubicada en el condado de Saint Joseph, Indiana. En el censo de 2010 tenía una población de 101 168 habitantes y una densidad poblacional de 932,8 personas por km². Es la cuarta ciudad más grande del estado de Indiana.

## Geografía
South Bend se encuentra ubicada en las coordenadas 41°40′37″N 86°16′9″O / 41.67694, -86.26917. Según la Oficina del Censo de los Estados Unidos, South Bend tiene una superficie total de 108,46 km², de la cual 107,38 km² corresponden a tierra firme y 1,08 km² (1%) es agua.

## Demografía
Según el censo de 2010, había 101 168 personas residiendo en South Bend. La densidad de población era de 932,8 hab./km². De los 101 168 habitantes, South Bend estaba compuesto por el 60,49% blancos, el 26,6% eran afroamericanos, el 0,47% eran amerindios, el 1,3% eran asiáticos, el 0,06% eran isleños del Pacífico, el 6,9% eran de otras razas y el 4,18% pertenecían a dos o más razas. Del total de la población el 12,96% eran hispanos o latinos de cualquier raza.

## Educación
Ubicada al lado de South Bend está la Universidad de Notre Dame, fundada en 1842.  También, se encuentra en South Bend Saint Mary's College para mujeres, Holy Cross College y la sede de Universidad de Indiana Bloomington en South Bend.
La Corporación Escolar de la Comunidad de South Bend (SBCSC por sus siglas en inglés) gestiona escuelas públicas en la ciudad de South Bend.